# Kanungu
Kanungu  este un oraș  în  Uganda. Este reședinta  districtului Kanungu.